# Талер
Талерът е стара европейска сребърна монета, широко използвана през XVI - XIX век в различни области на Свещената Римска империя на Германския народ. При създаването си талерът имал диаметър от 42 мм, и е тежал 27,2 грама – една тогавашна унция. В началото 10 талера правят една марка сребро – около 235 грама чисто сребро или 30 сребърни гроша. В различните страни и през различно време са били сечени талери с различно тегло и проба, но винаги са оставали над един лот (15 гр.). Към 1750 марката се състои вече от 14 талера. Талерът по това време се е обменял за 24 сребърни гроша.
Първите талери са отсечени от 1519 до 1528 година от граф Шлик, в Бохемия – днешна Чехия, след откриването на сребърните залежи в Яхимов (Jáchymov, нем. Joachimsthal). Монетата се отсича в много големи количества. Първоначалното ѝ наименование е 'Joachimsthaler Guldengroschen' – т.е. „гулденов грош от долината на св. Йоаким“. Наименованието е много дълго и постепенно се скъсява до 'Joachimsthaler – Йоахимсталер и накрая остава само Талер. Смисълът на „гулденов грош“ се изяснява от сменяемостта на тази изключително качествена сребърна монета със златната валута на Свещената Римска Империя – гулденът, и то в курс 1.5 гулдена за талер. Едната страна на монетата изобразява Св. Йоаким, бащата на Св. Богородица и един от покровителите на минното дело, който държи герба на графове Шлик. От другата страна е чешкият лъв.
Освен обикновените, са се секли и твърди талери (нем. Speciesthaler, исп. Peso duro) с курс 2 гулдена за талер, които от времето на Мария Терезия (1740 – 1780) са били особено популярни в Африка и в Близкия изток. В някои части на Арабия и североизточна Африка е била законна монета до средата на ХХ век. Т.нар. терезиански талери се секат като колекционерска монета до днес. През холандското наименование Daler се стига и до северноамериканското Dollar. В Австро-Унгария талерът се употребява до 1909 година.